# 1988 en sports équestres
Chronologie des sports équestres
- 1987 en sports équestres - 1988 en sports équestres - 1989 en sports équestres

Cet article présente les faits marquants de l'année 1988 en sports équestres.

## Événements

### Avril
- avril 1988 : la finale de la coupe du monde de saut d'obstacles 1987-1988 est remportée par Ian Millar et Big Ben[1].

### Septembre
- 19 septembre 1988 au 2 octobre 1988 : épreuves d'équitation aux jeux olympiques à Séoul (Corée du Sud)[2].

### Année
- la finale de la coupe du monde de dressage 1987-1988 à Bois-le-Duc (Pays-Bas) est remportée par Christine Stückelberger sur Gaugin de Lully[3].